# Palcephalopoda
Palcephalopoda — інфраклас головоногих молюсків класу Наутилоїдеї (Nautiloidea). Інфраклас включає 6 сучасних видів з родів Nautilus і Allonautilus. Проте у викопному стані описано понад 11000 видів у 1800 родах. Систематика групи може бути переглянути, адже монофілія інфраряду піддана сумніву багатьма дослідниками. Представники групи живуть у камері всередині мушлі. Форма мушлі дуже відрізняється: від прямої або ледь зігнутої до спірально закрученої. Інфраклас виник у кембрії, і вже тоді досяг великої різноманітності. Найбільшої чисельності група досягла в ордовіку. У мезозої група почала поступово зменшуватись і до нашого часу дожило лише 6 видів.

## Ряди
Palcephalopoda

- †Plectronocerida
- †Ellesmerocerida
- †Actinocerida
- †Pseudorthocerida
- †Ascocerida
- †Endocerida
- †Tarphycerida
- †Oncocerida
- †Discosorida
- Nautilida